# Pjedsted Sogn
Pjedsted Sogn ist eine Kirchspielsgemeinde (dän.: Sogn) im südlichen Dänemark. Bis 1970 gehörte sie zur Harde Holmans Herred im damaligen Vejle Amt, danach zur Fredericia Kommune im erweiterten Vejle Amt, die im Zuge der  Kommunalreform zum 1. Januar 2007 Teil der Region Syddanmark geworden ist.
Im Kirchspiel leben 834 Einwohner, davon 591 im Kirchdorf (Stand:1. Januar 2023). Im Kirchspiel liegt die Kirche „Pjedsted Kirke“.
Nachbargemeinden sind im Südosten Bredstrup Sogn und im Südwesten Herslev Sogn, ferner in der benachbarten Vejle Kommune im Nordwesten Smidstrup Sogn und im Nordosten Gauerslund Sogn.